# آسانا مامورو
آسانا مامورو (انگلیسی: Asana Mamoru؛ زادهٔ ۴ مهٔ ۱۹۹۰) بازیگر، مدل اهل ژاپن است. وی از سال ۲۰۰۸ میلادی تاکنون مشغول فعالیت بوده‌است.